# Jiří II. Minsterbersko-Olešnický

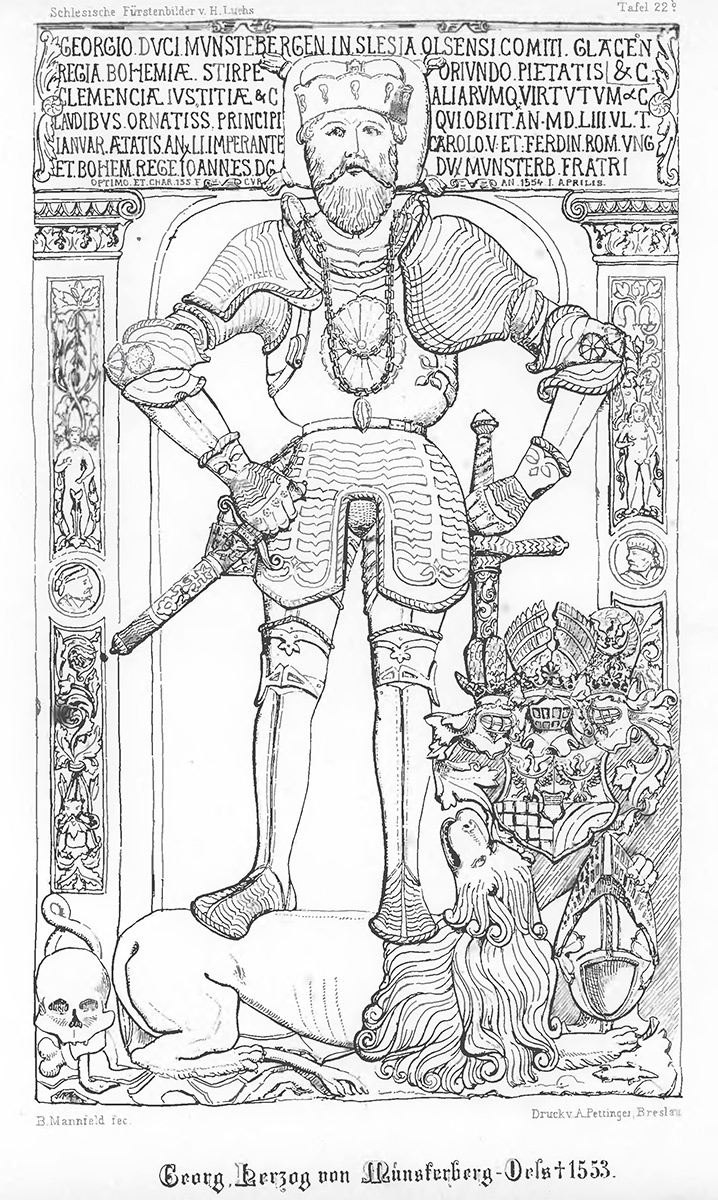
Náhrobek Jiřího II.

Jiří II. Minsterbersko-Olešnický (30. dubna 1512 Olešnice – 31. ledna 1553 Olešnice) byl minsterbersko-olešnický kníže z rozrodu pánů z Poděbrad.
Byl synem minsterbersko-olešnického knížete Karla I. a jeho manželky Anny Zaháňské. V roce 1538 provedl reformaci ve své části olešnického knížectví. Zemřel svobodný a byl pohřben v nově vybudované knížecí hrobce v Olešnici.